# Huertea putumayensis
Huertea putumayensis är en tvåhjärtbladig växtart som beskrevs av José Cuatrecasas. Huertea putumayensis ingår i släktet Huertea och familjen Tapisciaceae. Inga underarter finns listade.